# Canal Cockburn
Pour les articles homonymes, voir Cockburn.
Le canal Cockburn est un canal maritime qui sépare la péninsule de Brecknock, partie la plus occidentale de la grande île de la Terre de Feu, des îles chiliennes Clarence et Capitán Aracena ainsi que d'autres de moindre importance. Il est situé par  54° 20′ S, 71° 30′ O et s'étend à 64 km vers l'est depuis l'océan Pacifique en direction du canal Magdalena.
Ce bras de mer fait partie d'un ensemble de canaux maritimes qui relient le détroit de Magellan au canal de Beagle : canal Magdalena (ceb), canal Cockburn, canal Brecknock (ceb), canal Ballenero (ceb).